# Misjna

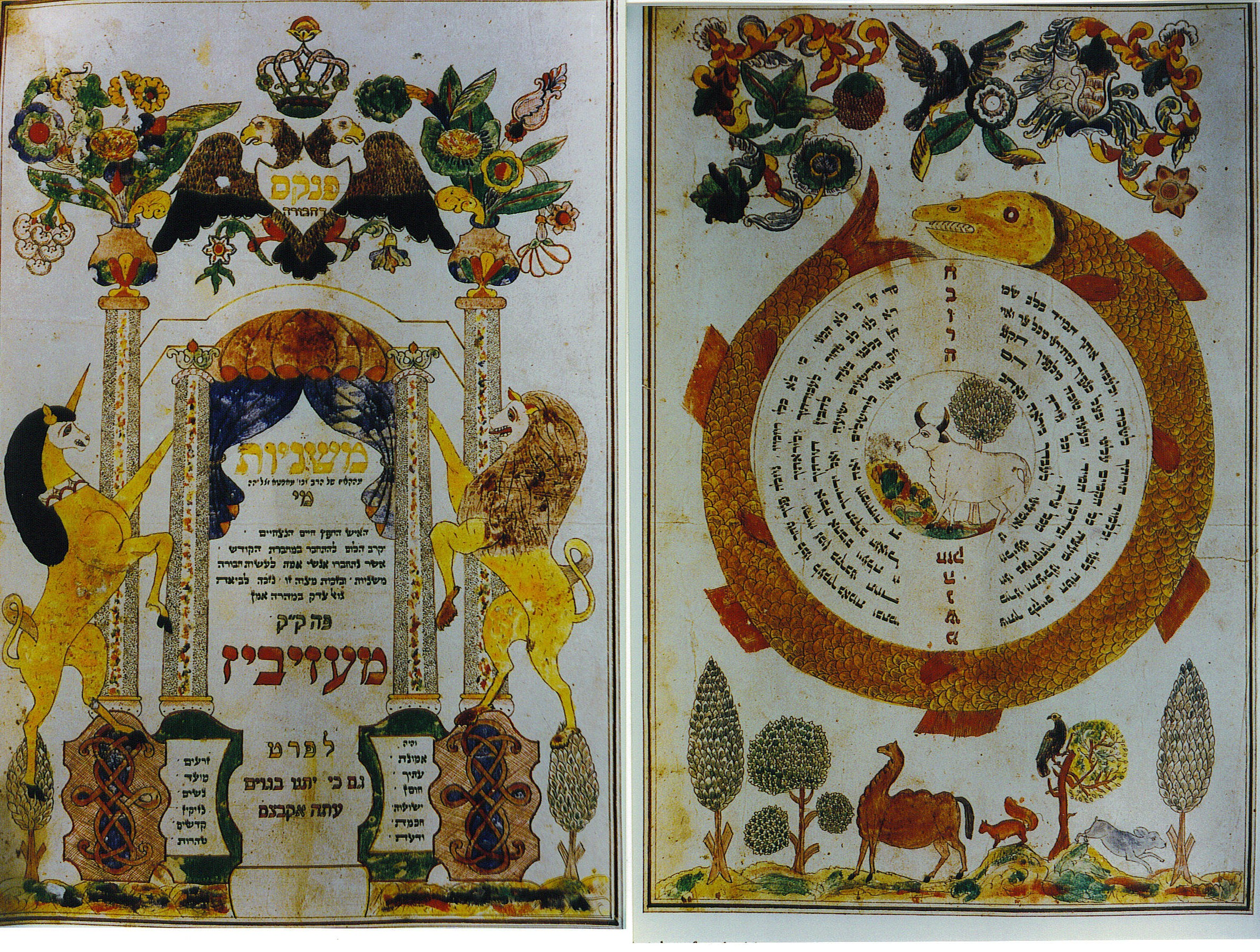
Geïllustreerd voor- en achterblad van een Misjna-uitgave, Mezhiebiez, circa 1840

De Misjna (Hebreeuws: מִשְׁנָה, herhaling of leer) is de mondelinge leer van de Thora en bevat een toelichting op de geboden en verboden aan het Joodse volk die in de Thora zijn opgenomen.
Volgens de orthodoxe joodse traditie heeft God toen Hij aan Mozes de - schriftelijke - Thora gaf (die men terugvindt als de eerste vijf boeken van de Tenach) eveneens een mondelinge toelichting daarop verstrekt, die Misjna wordt genoemd. Verzamelingen hiervan met bijbehorende latere commentaren zijn op een gegeven moment op schrift gesteld. De Misjna bevat volgens de liberaal joodse traditie leerstellingen van ongeveer 120 joodse geleerden, de Tannaim genaamd, Tanna in het enkelvoud, hetgeen evenals de term Misjna afstamt van de stam van het werkwoord met de betekenis onderwijzen door herhaling.

## Codificatie
Omstreeks 200 heeft rabbi Jehoeda Hanassi (ca. 135 - 200), de toenmalige patriarch van Galilea, uiteindelijk al deze Misjnaverzamelingen gerangschikt en tot een systematisch geheel gesmeed. Daarmee werd de tot die tijd mondeling overgeleverde leer gecodificeerd. De vraag rijst waarom de mondelinge leer op schrift is gesteld. De mondelinge leer moest immers vooral geen statisch geheel worden, maar juist dynamisch blijven door haar mondeling over te leveren met de nodige wijzigingen en toevoegingen. Door het schriftelijk ervan vastleggen zou de Misjna wellicht minder intensief bestudeerd worden. De reden waarom toch tot codificatie is overgegaan ligt in het feit dat de omstandigheden inmiddels waren veranderd. Door de wereldwijde diaspora en het dientengevolge ontbreken van een centraal gezag, vreesde men dat de mondelinge leer verloren zou gaan.

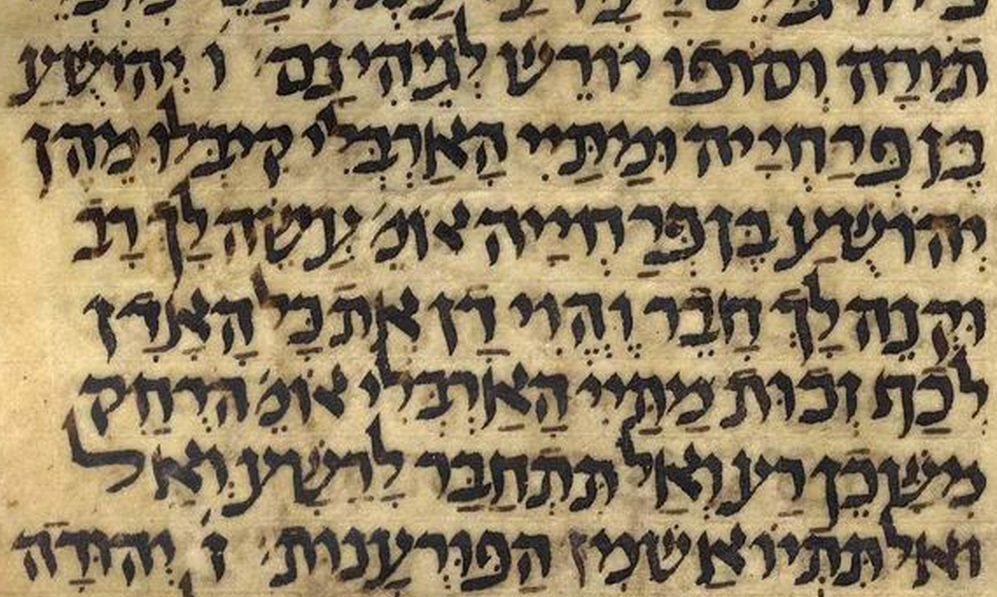
Een aantal pasoekiem (regels) van de Misjna van het zogenaamde Kaufmann-manuscript van rond de 12e eeuw. Het wordt gezien als een van de belangwekkendste publicaties van de Misjna

## Betekenis
De betekenis van de term Misjna is niet geheel duidelijk. Doorgaans wordt de vertaling herhalen gebruikt, maar volgens sommigen is dit een foute vertaling en dekt lering of leren meer de lading.
Naast de Misjna bestaat ook de Tosefta. Eveneens een verzameling van mondelinge commentaren over dezelfde onderwerpen en met dezelfde indeling in hoofdstukken, maar uitgebreider dan de Misjna. De Tosefta is verzameld door een andere groep rabbijnen dan de Misjna en om die reden minder gezaghebbend. De Tosefta geeft wel vaak meer uitleg dan de Misjna en kan daarom gebruikt worden voor beter begrip.

## Opbouw
De Misjna is verdeeld in zes sedariem (hoofdafdelingen):
- Zeraïem - zaden; deze seder betreft voorschriften inzake akkerbouw.
- Moëed - jaargetijden; voorschriften aangaande de bijzondere dagen in het joodse jaar.
- Nasjiem - vrouwen; huwelijksrecht aangaande huwelijk en echtscheiding.
- Neziekien - schades; crimineel en civiel recht aangaande schade, letsel en belediging.
- Kodasjiem - heilige zaken; offerwetten en al wat met de Tempeldienst in verband staat.
- Tohorot - reinheid; voornamelijk bepalingen over persoonlijke en godsdienstige reinheid.

Deze zes hoofdafdelingen zijn onderverdeeld in masechtot (traktaten) die op hun beurt zijn onderverdeeld in perakiem (hoofdstukken). Deze perakiem zijn eveneens verder verdeeld in Misjnajot of Halachot.
In totaal bestaat de Misjna uit:
- 63 Masechtot (traktaten)
- 525 Perakiem (hoofdstukken)
- 4178 Misjnajot of Halachot (wetten, regels)

De Misjna geeft hiermee een stelsel van wetten voor zowel theoretische als praktische kwesties.
Deze wetten werden vervolgens middels diepgaand onderzoek in de vorm van verklaringen en uiteenzettingen in discussievorm, door de rabbijnen in de jaren van de Gemara (Talmoed) uitgebreid. De Gemara is het deel van de Talmoed waarin de kale wetten van de Misjna uitgebreid worden besproken en toegepast op zowel echte als fictieve situaties. Vervolgens zijn er ook daarop verklaringen geschreven.

## Taal
Het Hebreeuws van de Misjna verschilt enigszins van het Hebreeuws van de Tenach. De Misjna is weliswaar geschreven in het Hebreeuws, maar er zijn ook enige woorden ontleend aan het Aramees, Grieks en het Syrisch. De Misjna is daardoor veel moeilijker te lezen dan de Tenach. Om de Misjna voor een groter publiek toegankelijk te maken, is de Misjna in vele talen vertaald, waaronder het Engels, Jiddisch en gedeeltelijk in het Nederlands.
Misjna · Tosefta · Baraita · Gemara · Talmoed · Kleine traktaten · Midrasj · Targoem · Responsa · Kabbala · Zohar